# Aston Martin Rapide

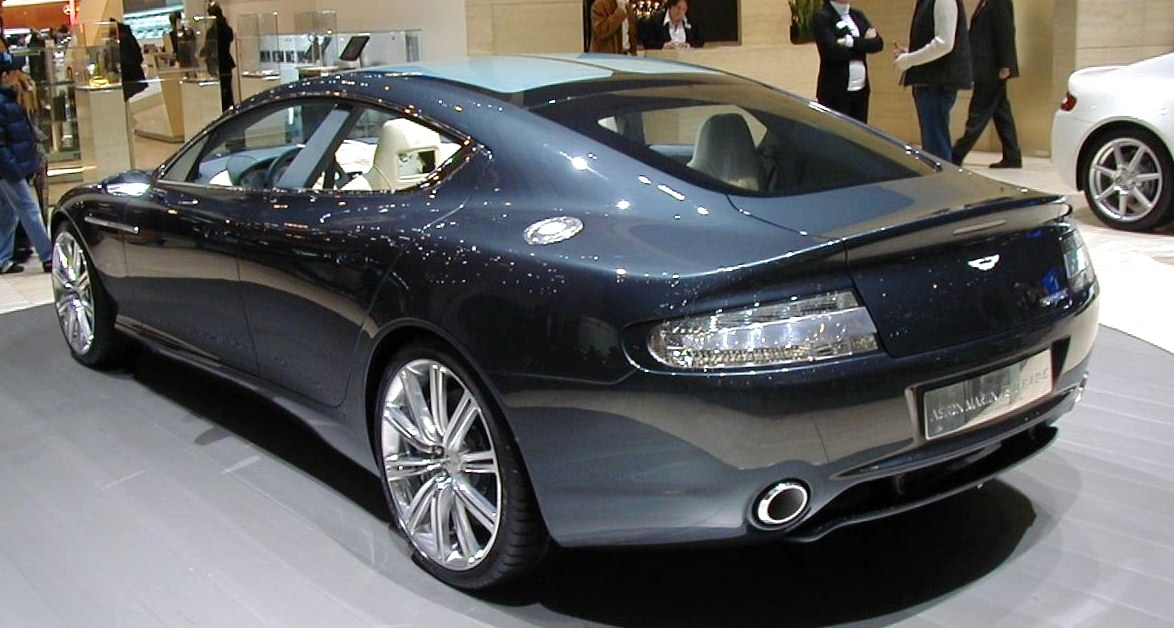
Vista posterior del Aston Martin Rapide

El Aston Martin Rapide es un automóvil del segmento F desarrollado por la marca inglesa Aston Martin y presentado en el Salón del Automóvil de Detroit de 2006. Su nombre hace referencia al Lagonda Rapide, un sedán producido por Lagonda, una marca que ahora forma parte de Aston Martin.
El Rapide es un sedán de cuatro puertas y cuatro plazas, basado en el deportivo Aston Martin DB9. Su motor de gasolina es un V12 de 5,9 litros de cilindrada y 470 CV de potencia máxima. Dado que la luneta trasera está muy inclinada y curvada, se ha comparado al Rapide con un cupé.
El Aston Martin Rapide se puso a la venta a lo largo de 2010 para competir con el Porsche Panamera, el Mercedes-Benz Clase CLS, el Audi A7, el BMW Serie 6 y el Maserati Quattroporte. Se anunció que se fabricaría en una planta de Magna Steyr en Graz, Austria.

## Especificaciones
- Motor: 5,9 L V12
- Potencia: 470 CV (358 kW) a 6.000rpm
- Aceleración: 0-100 km/h 5,3 segundos